# Vedbo tingslag
Vedbo tingslag var mellan 1680 och 1947 ett tingslag i Älvsborgs län i Tössbo och Vedbo domsaga. Tingsplatsen var i Alltorp i Ödskölts socken till 1942 då det flyttades till Bengtsfors.
Tingslaget omfattade Vedbo härad.
Tingslaget bildades 1680 och upplöstes 31 december 1947 då verksamheten överfördes till Tössbo och Vedbo tingslag.